# Tolnanska županija
Tolnanska županija (mađarski: Tolna megye) jedna je od 19 mađarskih  županija. Pripada regiji Južno Zadunavlje. Administrativno središte je Seksar. Površina županije je 3703 km², a broj stanovnika 238.400. Sastoji se od 108 općina.

## Zemljopisne osobine
Nalazi se u južnoj središnjoj Mađarskoj, u regiji Južno Zadunavlje (Dél-Dunántúl)
Susjedne županije su Šomođska na zapadu, Baranjska na jugu, Bačko-kiškunska na istoku, Bila na sjeveru. Granica joj je djelimice prirodna, jer na istoku ide rijekom Dunavom.
Površine je 3703 km². Gustoća naseljenosti je 64 stanovnika po četvornom kilometru. 
U Tolnanskoj županiji se nalazi 244 naselja u kojima živi 238.400 stanovnika.

## Povijest
U povijesti je postojala istoimena županija (comitatus) u Kraljevini Ugarskoj. 

## Upravna organizacija =
Hrvatska imena naselja prema ili

### Gradovi s pravom županije
- Seksar (mađ. Szekszárd) (34.656)

### Gradovi
Gradovi su poredani prema broju stanovnika prema popisu iz 2001.
- Dumvar (21.066)
- Pakša (20.954)
- Bonjar, Bonad, Bonjat (14.401)
- Tulna, Tuolna (12.195)
- Tomašin, Tamašinj, Tamašin, Tamaš (9830)
- Fedvar, Fudvar, Fodvar (9212)
- Batosik, Bacik, Batasik (6925)
- Šimor, Šimotor (4606)

### Sela
| - Alsónána - Njika - Aparhant - Attala - Báta - Apat - Belecska - Bikács - Budislov, Bođislov - Varaš - Bölcske - Cikovo, Cikovac - Csibrák - Tutiš, Čikoc - Damanda - Decs - Diósberény | - Dobrokesa, Dobrokos - Đurđevo, Seđur - Dúzs - Ritinja - Fadd - Cankieta - Felsőnána - Felsőnyék - Fürged - Grejan - Grábóc - Gyönk - Đorda - Đurkan - Jovanovac - Harc - Hujis | - Iregszemcse - Zminja - Jágónak - Kajdacs - Kakasd - Kalaznó - Kapospula - Sečuj - Keszőhidegkút - Kića - Kisdorog - Kismányok - Kisszékely - Kistormás - Vejka - Kocsola - Koppányszántó | - Kölesd - Kurda - Lápafő - Lengyel - Madocsa - Magyarkeszi - Medina - Miszla - Mórágy - Mečen, Mučinj - Mucsfa - Mučinj - Murga - Nagydorog - Nagykónyi - Manok | - Nagyszékely - Nagyszokoly - Nagyvejke - Nak - Németkér - Ozor - Očnja, Vočinj - Pálfa - Pincelj - Pribij, Probilj - Enča - Regaj - Sárpilis - Sárszentlőrinc - Ogar, Agar - Szakadát | - Szakály - Sakča - Saka - Szárazd - Sedraš - Tegalica - Tevel - Tolnanémedi - Udvari - Újireg - Varsád - Varaja, Varalija - Vardoba - Várong - Závod - Zomba |

Od značajnijih naselja, važno je spomenuti i Kemlied (mađ. Dunakömlőd), Mušu (mađ. Mözs).

## Stanovništvo
U županiji živi oko 249.683 stanovnika (prema popisu 2001.).
- Mađari = 239.631
- Nijemci = 11.552
- Romi, Bajaši = 5440
- Rumunji = 253
- Hrvati = 170
- Srbi = 164
- Slovaci = 143
- ostali

## Vanjske poveznice
- (engleski) Mađarski statistički ured - nacionalni sastav Tolnanske županije 2001.